# 蒂龍 (新墨西哥州鬼鎮)
蒂龍（英語：Tyrone）是位於美國新墨西哥州格蘭特縣的鬼鎮。

## 地理
蒂龍所處的海拔為高於海平面1750米（即5740英呎），而該地所採用的時區為UTC-7，即北美山地时区（MST）。同時該地設有夏令時間，為UTC-7調快一小時，即UTC-6（MDT）。